# Arrigo Serato

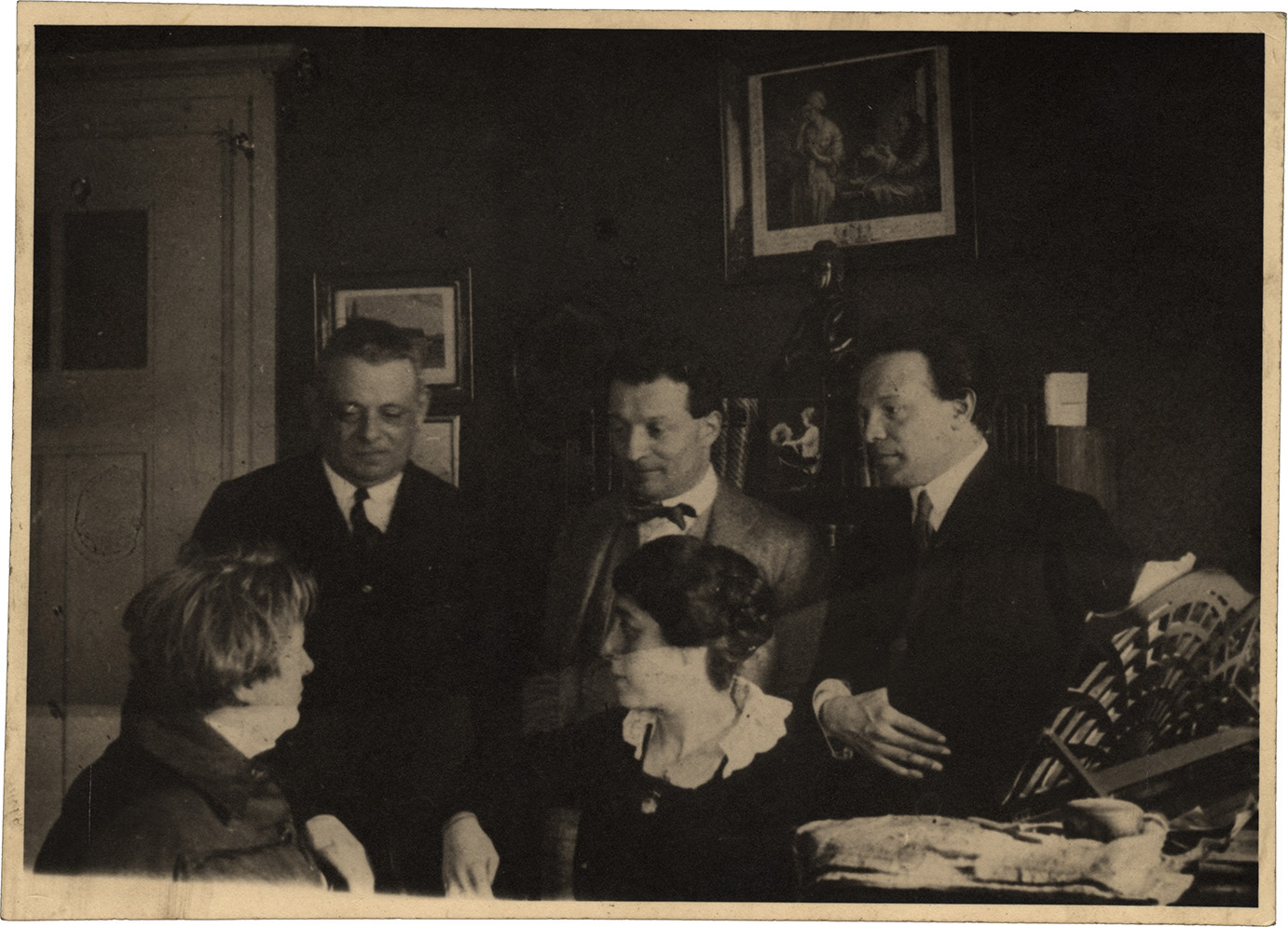
Ottorino Respighi, Ferruccio Busoni, Arrigo Serato, Ernesto Consolo, Chiarina Fino-Savio a Zurigo nel 1917

Arrigo Serato (Bologna, 7 febbraio 1877 – Roma, 27 dicembre 1948) è stato un violinista italiano.

## Biografia
Figlio del violoncellista Francesco, ha studiato sotto la guida di Francesco Sarti.
In gioventù ha vissuto a Berlino, ove ha insegnato al Conservatorio Klindworth-Scharwenka.
Tornato in patria nel 1914, è stato per alcuni anni professore del Conservatorio Santa Cecilia a Roma, nel quale tenne dal 1926 un corso di perfezionamento.
È morto a Roma nel 1948.
È sepolto nel Campo Carducci del cimitero monumentale della Certosa di Bologna.